# Andrés Cabas
Pour les articles homonymes, voir Cabas.
 (janvier 2017).
Andrés Mauricio Cabas (dit Cabas tout court) est un chanteur colombien, né le 7 octobre 1976 à Barranquilla, en Colombie.

## Biographie
Son père, Eduardo, compositeur et musicien, lui a dès cinq ans enseigné les rythmes colombiens. 
À six ans, Cabas étudie le piano, et pratique d'autres instruments, notamment des percussions. 
À l'adolescence, il écoute de la musique classique, du rock, de la musique électronique et la cumbia et le fandango de son pays.
Arrivé à l'âge adulte, il a beaucoup voyagé. 
D'abord à Paris puis à New York, où il fréquente les night clubs. 
Alors qu'il déprime un peu, il rencontre des figures du jazz et de la salsa ce qui l'incite à composer et lui redonne de l'enthousiasme. 
C'est ainsi qu'il sort Cabas', son premier album éponyme en 2000.
En Colombie, le single Mi Bombón reste en tête des charts pendant trois mois; l'album est disque d'or et double disque de platine.
Il part en tournée en Colombie, au Venezuela et en Équateur, où sa personnalité et sa musique, fusion de cumbia et de rock, plaisent à la fois aux jeunes et aux moins jeunes.
En 2002, il part en tournée-promo en Amérique latine et aux États-Unis; le Billboard magazine lui consacre un article avec une bonne critique.
Il partage la scène avec Lenny Kravitz à Mexico, Shakira et Miguel Bosé en Espagne.
En 2003, sort son second album Contacto, album rock teinté de percussions.
Son premier single, La Caderona connaît un large succès.
Son premier clip, la Leche, passe en boucle sur "MTV Latin America (en)". 
Un autre single extrait de l'album Bolita de Trapo s'est hissé dans les hit-parades en Colombie, Venezuela et Équateur. Après ce succès, Cabas décide de partir en France.
Il participe à un concert hommage à Carlos Santana et gagne en notoriété.
Cabas a remporté le Latin Grammy Award de la meilleure révélation, et deux MTV Latin Awards (meilleur album rock, meilleure interprétation rock) ainsi que deux prix Lo Nuestro (prix du public et meilleur clip rock).
En 2005 sort le troisième album, Puro Cabas, enregistré au studio "El Cielo" à Monterrey (Mexique), avec la participation du compositeur Kike Santander, de Sergent Garcia, et des producteurs Toy Hernandez et Sacha Triujeque.  Il cite dans le titre Caribe Soy plusieurs de ses influences : la salsa, Lucho, Galán & Hernández, la cumbia, la guaracha, la salsa, Matamoros, Escalona, Benny Moré, le vallenato, le merengue, Juan Luis Guerra, Billo Frómeta, Ruben Blades…
Le premier single, La Cadena de Oro a été un succès dans toute l'Amérique latine; Le clip est resté longtemps dans le Top 10 de MTV. 
Increíble est le second extrait de l'album.

Cabas a ensuite joué dans plusieurs festivals de musique d'Amérique latine. 
En 2021, il réapparaît sur la scène musicale avec une chanson vivante où il mêle des éléments de bachata, vallenato et de musique pop. Le clip vidéo de ce nouveau single met en vedette l'actrice Johana Bahamón et Simón Cabas, leur fils.

## Discographie

### Cabas(novembre 2002)
1. Susurro
2. Himno a la Mamita
3. Mala Hierba
4. Mi Bombón
5. Juancho
6. Tu Boca
7. Ana María
8. Jincho
9. Fandango Viejo
10. …Se llama Cumbia
11. La Cantaleta
12. Fiesta de Tambores
13. Colombia Tierra Querida
14. À Veces Soy Feliz

### Contacto(septembre 2003)
1. La Caderona
2. Golpe Negro
3. Declaración del Bizco
4. Bolita de Trapo
5. Contacto
6. Patasarriba
7. Adentro
8. Arrastraíto
9. Confía
10. La Conquista
11. Puerto Jabalí
12. Monocuco
13. El Peregrino
14. Cosa Sabrosa
15. Machuca
16. Primer Amor

### Puro Cabas(septembre 2005)
1. Intro
2. Guacamaya
3. La Cadena de Oro (influence reggaeton)
4. Poseído
5. Vámonos de Aquí
6. Increíble
7. La Quejosa
8. Llega la Noche
9. Salvaje
10. Caribe Soy
11. Likua
12. Chiles Rellenos
13. Quién Dijo que No

### Amores Dificiles (mars2008)
1. No Dejo De Pensar En Ti
2. Bonita
3. Como Nuestro Amor No Hay Dos
4. He Pecado
5. Hoy Que Te Vas
6. La Maleta Sin Fondo
7. Amores Difíciles
8. Donde
9. La Niña Alicia
10. Apaga La Luz
11. Futuros Recuerdos

### Si te Dijera   (septembre2011)
1. Si Te Dijera
2. Después de la Lluvia (Feat. Vicentico)
3. Irreversible
4. La Kalora (Feat. Mala Rodríguez)
5. Por una Mujer
6. Lo Que Dejamos Atrás (Feat. Andrés Calamaro)
7. Somos Dos
8. Tanta Belleza
9. Dime Que Te Vas
10. Fácil (Feat. Ale Sergi)
11. Tranquilo (Feat. Simón Cabas)

### Participations
- Juan Chunguero sur l'album Pombo Musical en 2008.